# Ottavio Bottecchia
Ottavio Bottecchia (1. srpna 1894 San Martino di Colle Umberto – 15. června 1927 Gemona del Friuli) byl italský silniční cyklista, člen profesionální stáje Automoto-Hutchinson.
Narodil se jako osmé z devíti dětí, pracoval u zedníků, za první světové války sloužil jako cyklistický posel v jednotkách bersaglierů a byl dekorován Medailí za vojenské zásluhy. V roce 1921 vyhrál závody Giro del Grappa-Montebelluna a Circuito del Piave, v roce 1923 obsadil jako nezávislý jezdec páté místo na Giro d'Italia a byl druhý na Tour de France, kde odjel šest etap ve žlutém trikotu. V roce 1924 se stal prvním italským vítězem Tour de France, když jako první v historii vedl od startu do cíle, a v roce 1925 prvenství obhájil, v roce 1926 závod nedokončil. Také získal devět etapových vítězství na Tour. V roce 1925 vyhrál i Giro della provincia Milano, v letech 1923 a 1926 byl čtvrtý na Giro di Lombardia a v roce 1926 druhý na závodě Okolo Baskicka.
V květnu 1927 zahynul jeho bratr Giovanni, který byl rovněž cyklistou, když ho při tréninku srazil automobil. Ottavio přijel na pohřeb do rodného kraje a věnoval se tréninku, avšak 3. června 1927 byl nalezen těžce zraněný u silnice a převezen do nemocnice v Gemoně, kde po dvanácti dnech zemřel. Příčina jeho smrti nebyla nikdy objasněna: mezi možnými vysvětleními se objevila dopravní nehoda, zdravotní kolaps nebo rvačka s místním vinařem, za nejpravděpodobnější se však pokládá, že byl pro své antifašistické aktivity zavražděn Mussoliniho agenty.
Byl spoluzakladatelem firmy Bottecchia, která patří k nejvýznamnějším italským výrobcům jízdních kol. V Pordenone je po něm pojmenováno sportoviště Stadio Ottavio Bottecchia.